# David Botstein

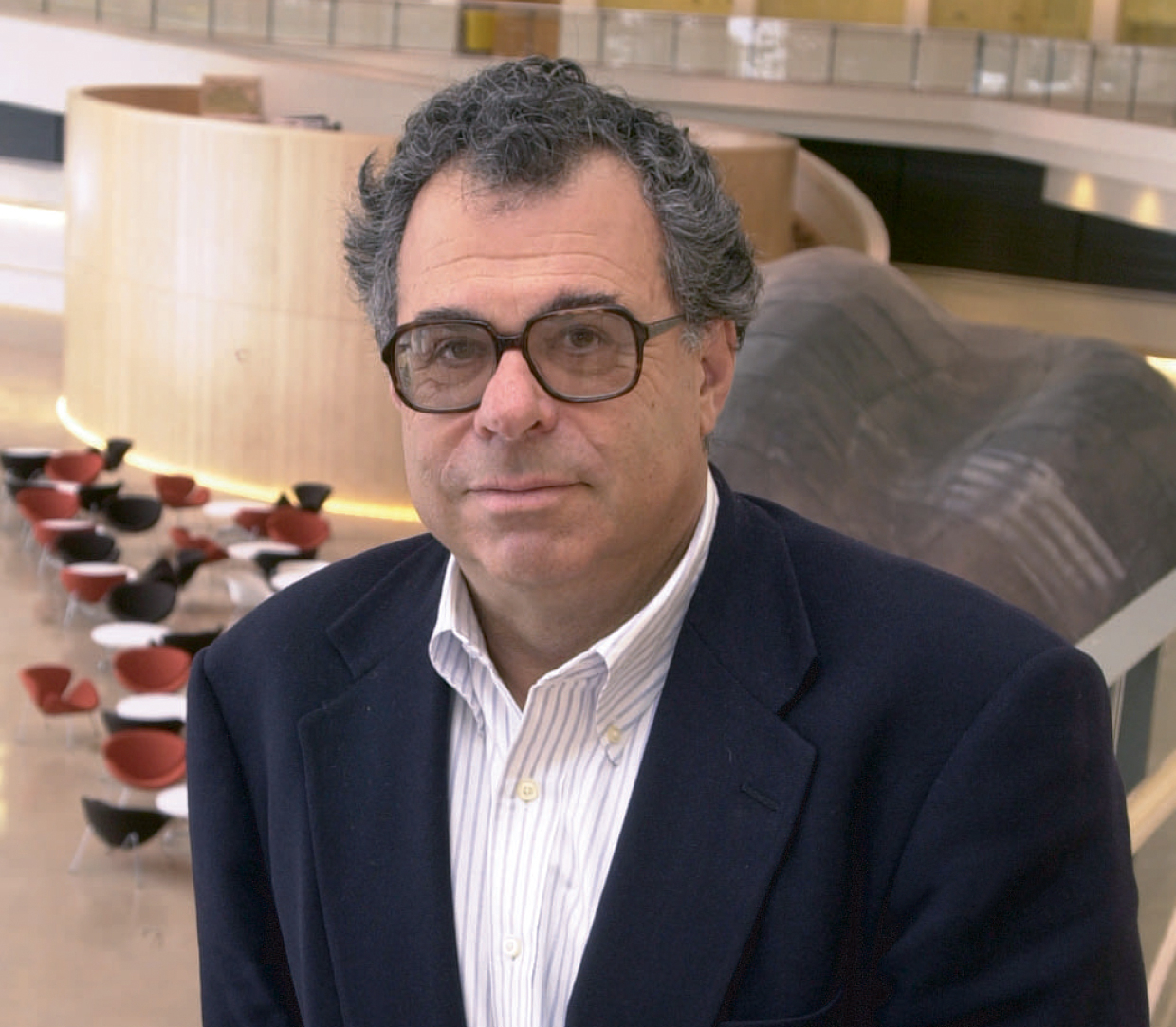
David Botstein

David Botstein (geboren 8. September 1942 in Zürich, Schweiz) ist ein US-amerikanischer Genetiker. Er gehört zu den Vordenkern der Genetik.

## Leben
Botsteins Eltern stammen aus Polen. Sie waren vor dem Zweiten Weltkrieg wegen des rassistischen Numerus clausus in Polen zum Medizinstudium in die Schweiz gegangen, Mitglieder ihrer Familien wurden Opfer des Holocaust. Der Musikwissenschaftler Leon Botstein ist ein Bruder. Wegen der eingeschränkten Arbeitsmöglichkeiten für Ausländer in der Schweiz zogen sie nach dem Zweiten Weltkrieg in die USA.
Botstein genoss eine Ausbildung in Harvard, der University of Michigan, und wurde später Professor am Massachusetts Institute of Technology. 1990 wechselte Botstein nach Stanford. Gemeinsam mit Patrick O. Brown untersuchte er hier Hefe und Tumorzellen mittels DNA-Chip. Seit 2003 ist Botstein in Princeton beschäftigt.
Botstein befasste sich insbesondere mit der Anwendung genetischer Methoden zum Verständnis biologischer Funktionen. Ein Anliegen war ihm die Sequenzierung des menschlichen Genoms. Für seine wissenschaftliche Arbeit wurde er mehrfach ausgezeichnet, unter anderem mit dem Rosenstiel Award, dem Albany Medical Center Prize, dem Dickson Prize in Science, dem Gruber-Preis für Genetik, der Genetics Society of America Medal, dem William Allan Award, dem Eli Lilly and Company Research Award, dem Dan-David-Preis, dem Warren Alpert Foundation Prize und der Thomas Hunt Morgan Medal. 1981 wurde er in die National Academy of Sciences und 1985 in die American Academy of Arts and Sciences aufgenommen. 1987 wurde er zum Fellow der American Association for the Advancement of Science und 2008 zum Mitglied der American Philosophical Society gewählt. 1997 war Botstein Präsident der Genetics Society of America.
2013 gehörte er zu den ersten Gewinnern des Breakthrough Prize in Life Sciences.